# Port-Mort
Port-Mort è un comune francese di 1.012 abitanti situato nel dipartimento dell'Eure nella regione della Normandia.

## Società

### Evoluzione demografica
Abitanti censiti